# Lidia Vertinskaïa
Lidia Vladimirovna Vertinskaïa (en russe : Лидия Владимировна Вертинская), née le 14 avril 1923 à Harbin dans la République de Chine et morte le 31 décembre 2013 à Moscou (Russie), est une actrice soviétique et russe.

## Biographie
Lidia Vertinskaïa nait dans la ville de Harbin. Son père Vladimir Tsirgvava, d'origine géorgienne, travaillait à la direction des chemins de fer de l'Est chinois et était considéré comme un employé soviétique. Il meurt alors que Lidia a dix ans.
En 1940, à Shanghai, elle rencontre le célèbre artiste Alexandre Vertinski, alors âgé de 51 ans. La jeune fille avait 17 ans à l’époque et travaillait dans une compagnie maritime. Leur mariage a lieu le 26 avril 1942, dans la cathédrale de Shanghai. En novembre 1943, les Vertinski quittent Shanghai pour Moscou, à ce moment, leur fille Marianna a trois mois.
Lidia entre à la faculté de peinture de l'Institut des arts Vassili Sourikov, dont elle sort diplômée en 1955. Alors qu'elle est encore étudiante, Alexandre Ptouchko lui offre le rôle de Phénix dans son film Le Tour du monde de Sadko. En tout, sa carrière cinématographique compte cinq films.
En 1990, elle fait publier le livre de mémoires de son mari Par le Long Chemin.
Lidia Vertinskaïa meurt le 31 décembre 2013, à l'âge de 91 ans, dans un hôpital de Moscou après une longue maladie. L'actrice a été enterrée le 3 janvier 2014 au cimetière de Novodievitchi à côté de la tombe de son mari.

## Filmographie
- 1952 : Le Tour du monde de Sadko de Alexandre Ptouchko : Phénix
- 1957 : Don Quichotte de Grigori Kozintsev
- 1958 : Les Nouvelles Aventures du chat botté (Новые похождения Кота в сапогах) de Alexandre Rou : dame de Pique
- 1963 : Au royaume des miroirs déformants de Alexandre Rou